# Bronwyn Hall
Bronwyn Hughes Hall es una profesora emérita de economía en la Universidad de California en Berkeley.

## Educación
Hall recibió una licenciatura en Física de Wellesley College en 1966 y un doctorado en economía de la Universidad de Stanford en 1988.

## Carrera
Fue profesora de Economía de la tecnología e innovación en la Universidad de Maastricht entre 2005 y 2015.  Hall fundó TSP International, una empresa de software econométrico, de la que ha roto sus lazos. 
Hall es investigador asociado de la Oficina Nacional de Investigación Económica y del Instituto de Estudios Fiscales. También es miembro visitante en el Instituto Nacional de Investigación Económica y Social. 

## Publicaciones
- Handbook of the Economics of Innovation 1. Elsevier. 2010. ISBN 978-0-08-093111-1. OCLC 460059014.
- Handbook of the Economics of Innovation 2. North Holland. 2010. ISBN 978-0-444-53611-2.
- Employment, Innovation, and Productivity: Evidence from Italian Microdata. National Bureau of Economic Research. 2007. OCLC 166353672.